# 莊亨岱
莊亨岱（1926年10月7日—2009年9月13日），福建泉州晉江人，中華民國警察與政治人物，中國國民黨籍，曾任中華民國內政部警政署署長、總統府國策顧問。他是首位警察科班出身的警政署長。

## 生平
莊亨岱由祖母撫養長大。他的父親為莊炳丕，母親為陳德英。莊亨岱的祖父則是清朝秀才。
1989年8月，在郝柏村內閣時期，莊亨岱由刑事警察局局長升任內政部警政署署長。莊亨岱在警政署長任內，提出十大槍擊要犯作為重大刑事案的重點項目。
1993年5月15日總統李登輝頒授三等景星勳章給時任警政署署長莊亨岱，莊亨岱成為歷史第一位獲得此三等（紫色大綬）景星勳章第一人，以表彰他領導全體警察及警政人員為維護社會治安及人民安全所做的貢獻。1993年12月，在連戰內閣時期，莊亨岱從警政署長一職退休，由盧毓鈞接任署長。在退休後，莊亨岱先出任博新多媒體第一屆董事長，也擔任台灣職棒大聯盟副會長薦任成立「安全防護小組」負責人。後出任台新銀行關係企業台新建築經理董事長；卸任後就到長榮集團負責長榮警備保全，掛名董事長直到退休。
2009年，莊亨岱參與公司員工旅遊，至中國四川。在返回台灣的班機上，因心臟病發，班機緊急降落香港，送至瑪嘉烈醫院急救後不治，享年84歲。在台灣舉行公祭後，遺體歸葬泉州祖墳。

## 家庭
其妻周明麗，2009年4月過世。

## 莊進酒
莊亨岱在任職警政署長期間，為應付難纏的媒體記者，發明了“莊進酒”這款調酒，是“莊亨岱的敬意”及“將進酒”的會意詞，成分為高粱酒及蜂蜜3:1。